# Kanadische Unterhauswahl 1974
- NDP: 16
- Lib: 141
- Unabh.: 1
- PC: 95
- SoCred: 11

Die 30. kanadische Unterhauswahl (englisch 30th Canadian General Election, französisch 30e élection fédérale canadienne) fand am 8. Juli 1974 statt. Gewählt wurden 264 Abgeordnete des kanadischen Unterhauses (engl. House of Commons, frz. Chambre des Communes). Die Liberale Partei von Premierminister Pierre Trudeau, die seit zwei Jahren eine Minderheitsregierung anführte, konnte ihren Wähleranteil erhöhen und erreichte die absolute Mehrheit der Sitze.

## Die Wahl
Hauptthema des Wahlkampfs war die Eindämmung der hohen Inflation. Oppositionsführer Robert Stanfield, der Vorsitzende der Progressiv-konservativen Partei, hatte vorgeschlagen, Preise und Löhne während 90 Tagen einzufrieren. Trudeau betrachtete dies als Angriff auf das Recht von Unternehmern und Arbeitnehmern, die Löhne selbst auszuhandeln und machte sich mit dem bekannten Zitat „Zap! You're frozen!“ (Zap! Du bist eingefroren!) darüber lustig. Nur ein Jahr später führte er selbst Lohn- und Preiskontrollen ein.
Die Wahlergebnisse brachten eine Zweiteilung des Landes. Die Progressiv-Konservativen waren besonders in Westkanada stark, was die Liberalen aber mit ihren guten Ergebnissen in Ontario und Québec mehr als ausgleichen konnten. Die Neue Demokratische Partei verlor fast die Hälfte ihrer Sitze, auch die Social Credit Party musste Verluste hinnehmen.
Die Wahlbeteiligung betrug 71,0 %.

## Ergebnisse

### Gesamtergebnis

Übersicht der Provinzen und Territorien

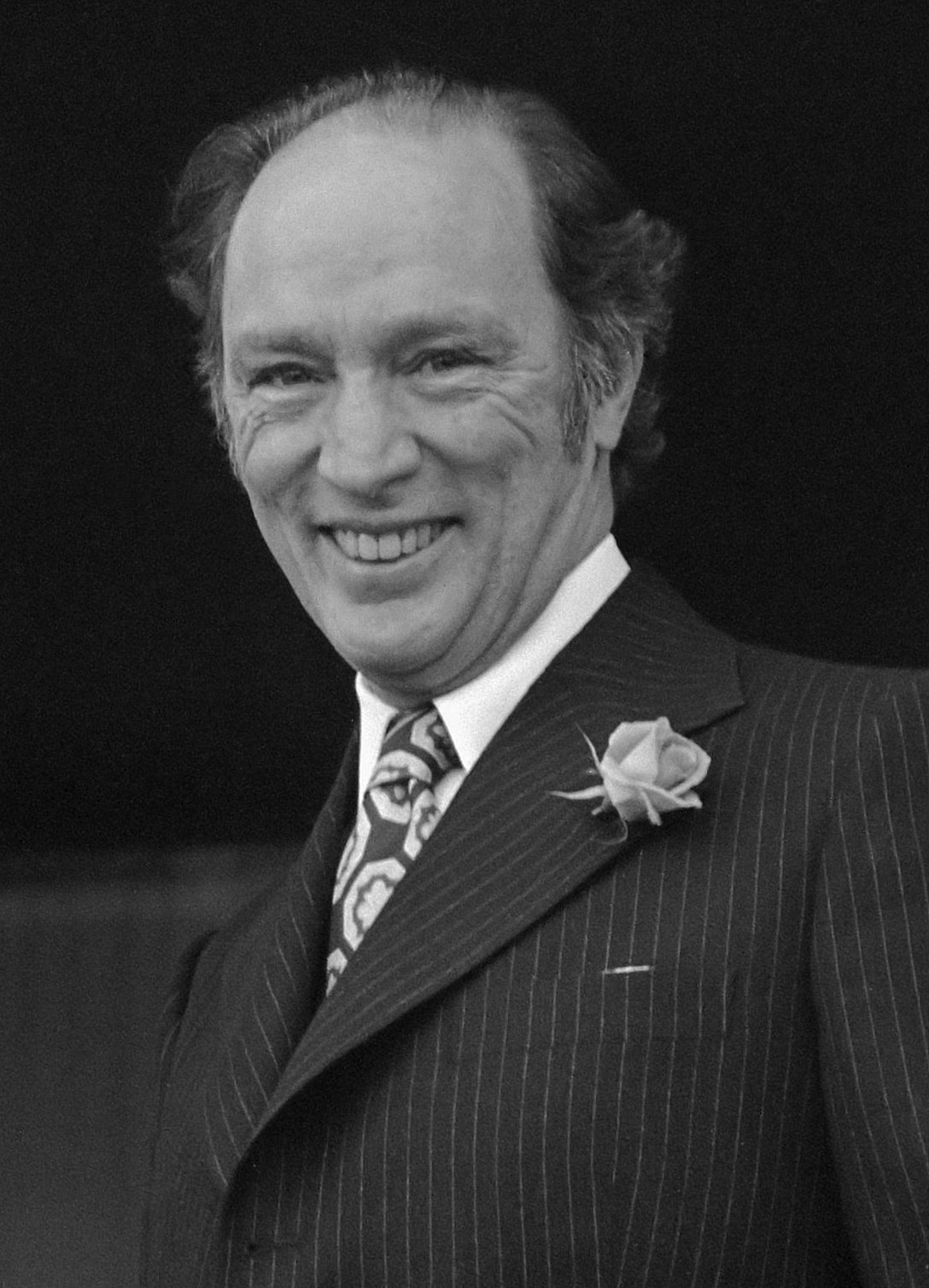
Pierre Trudeau

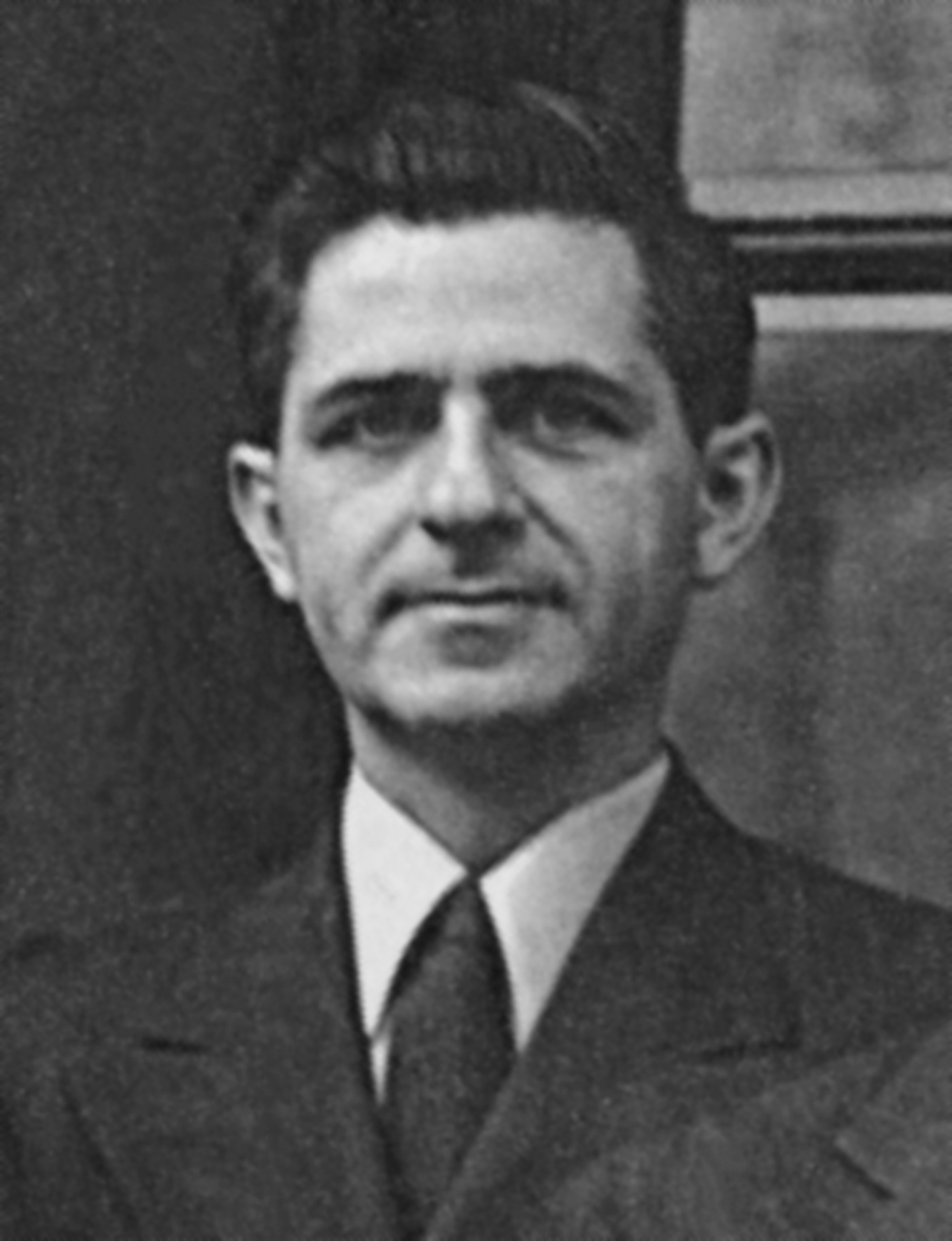
David Lewis

| Partei | Partei                         | Vorsitzender     | Kandi- daten | Sitze 1972 | bei Auf- lösung | Sitze 1974 | +/−  | Stimmen   | Wähler- anteil | +/−      |
| ------ | ------------------------------ | ---------------- | ------------ | ---------- | --------------- | ---------- | ---- | --------- | -------------- | -------- |
|        | Liberale Partei                | Pierre Trudeau   | 264          | 109        | 109             | 141        | + 32 | 4.102.853 | 43,15 %        | + 4,73 % |
|        | Progressiv-konservative Partei | Robert Stanfield | 264          | 107        | 106             | 095        | − 12 | 3.371.319 | 35,46 %        | + 0,44 % |
|        | Neue Demokratische Partei      | David Lewis      | 262          | 031        | 031             | 016        | − 15 | 1.467.748 | 15,44 %        | − 2,39 % |
|        | Social Credit Party            | Réal Caouette    | 152          | 015        | 015             | 011        | − 04 | 481.231   | 5,06 %         | − 2,49 % |
|        | Unabhängige                    |                  | 063          | 001        |                 | 001        |      | 38.745    | 0,41 %         | − 0,18 % |
|        | Marxisten-Leninisten           | Hardial Bains    | 104          |            |                 |            |      | 16.261    | 0,17 %         |          |
|        | Kommunistische Partei          | William Kashtan  | 069          |            |                 |            |      | 12.100    | 0,13 %         |          |
|        | Sonstige Parteien              |                  | 028          |            |                 |            |      | 17.124    | 0,18 %         | − 0,15 % |
|        | Nicht parteigebunden           |                  | 003          | 001        | 001             |            | − 01 | 551       | 0,01 %         | − 0,24 % |
|        | vakant                         |                  |              |            | 002             |            |      |           |                |          |
| Gesamt | Gesamt                         | Gesamt           | 1.209        | 264        | 264             | 264        |      | 9.507.932 | 100,0 %        |          |

### Ergebnis nach Provinzen und Territorien
| Partei      | Partei                         | Partei      | BC   | AB   | SK   | MB   | ON   | QC   | NB   | NS   | PE   | NL   | NW   | YK   | Gesamt |
| ----------- | ------------------------------ | ----------- | ---- | ---- | ---- | ---- | ---- | ---- | ---- | ---- | ---- | ---- | ---- | ---- | ------ |
|             | Liberale Partei                | Sitze       | 8    |      | 3    | 2    | 55   | 60   | 6    | 2    | 1    | 4    |      |      | 141    |
|             | Liberale Partei                | Anteil in % | 33,8 | 24,8 | 30,7 | 27,4 | 45,1 | 54,1 | 47,2 | 40,7 | 46,2 | 46,7 | 24,7 | 33,5 | 43,2   |
|             | Progressiv-konservative Partei | Sitze       | 13   | 19   | 8    | 9    | 25   | 3    | 3    | 8    | 3    | 3    |      | 1    | 95     |
|             | Progressiv-konservative Partei | Anteil in % | 41,9 | 61.2 | 36,4 | 47,7 | 35,1 | 21,2 | 33,0 | 47,5 | 49,1 | 43,6 | 33,2 | 47,1 | 35,5   |
|             | Neue Demokratische Partei      | Sitze       | 2    |      | 2    | 2    | 8    |      |      | 1    |      |      | 1    |      | 16     |
|             | Neue Demokratische Partei      | Anteil in % | 23,0 | 9,3  | 31,5 | 23,5 | 19,1 | 6,6  | 8,7  | 11,2 | 4,6  | 9,5  | 42,1 | 19,5 | 15,4   |
|             | Social Credit Party            | Sitze       |      |      |      |      |      | 11   |      |      |      |      |      |      | 11     |
|             | Social Credit Party            | Anteil in % | 1,2  | 3,4  | 1,1  | 1,1  | 0,2  | 17,1 | 2,9  | 0,4  |      | 0,1  |      |      | 5,1    |
|             | Unabhängige                    | Sitze       |      |      |      |      |      |      | 1    |      |      |      |      |      | 1      |
|             | Unabhängige                    | Anteil in % | 0,1  | 0,2  | 0,1  | 0,1  | 0,3  | 0,1  | 8,1  |      |      | 0,1  |      |      | 0,4    |
|             | Marxisten-Leninisten           | Anteil in % | 0,1  | 0,1  | 0,1  | 0,1  | 0,1  | 0,4  | <0,1 | 0,1  |      |      |      |      | 0,2    |
|             | Kommunistische Partei          | Anteil in % | 0,3  | 0,1  | 0,1  | 0,1  | 0,1  | 0,1  |      |      |      |      |      |      | 0,1    |
|             | Sonstige Parteien              | Anteil in % | <0,1 | 1,0  |      | 0,1  | 0,1  | 0,3  |      |      | 0,1  |      |      |      | 0,2    |
|             | Nicht parteigebunden           | Anteil in % |      |      |      |      | <0,1 | <0,1 |      |      |      |      |      |      | <0,1   |
| Sitze total | Sitze total                    | Sitze total | 23   | 19   | 13   | 13   | 88   | 74   | 10   | 11   | 4    | 7    | 1    | 1    | 264    |